# Platycheirus atratus
Platycheirus atratus är en tvåvingeart som beskrevs av Barkalov och Nielsen 2008. Platycheirus atratus ingår i släktet fotblomflugor, och familjen blomflugor. Inga underarter finns listade i Catalogue of Life.